# Third Degree Films
Third Degree Films (abbreviato 3rd Degree) è uno studio pornografico americano del gruppo di Zero Tolerance Entertainment con sede a Los Angeles, che produce contenuti per adulti a tema gonzo .

## Storia
L'azienda è stata fondata nel 2002 da Joey Wilson. Nel 2006, la società ha intentato una causa contro AdultsAllowed.com, chiedendo più di 15 milioni di dollari di danni per violazione del copyright . Nello stesso anno la società ha iniziato a includere dei contenuti lingua spagnola su tutti i suoi DVD, nel tentativo di attingere alla fascia di popolazione sempre più in crescita di lingua spagnola negli Stati Uniti e in America Latina.
Nel 2007, la società ha firmato un accordo con Hustler TV per fornire i suoi contenuti sul canale in Nord e Sud America. Nel 2008, ZT ha intentato una causa contro il sito di noleggio di DVD Movixo Inc., per presunta pirateria di DVD. Il caso è stato risolto in via extragiudiziale per $ 15 milioni.

## Riconoscimenti
AVN Awards
- 2007 - Best Oral-Themed Series per Hand To Mouth[7]
- 2008 - Best Ethnic-Themed Series - Latin per Chicks And Salsa[8]
- 2009 - Best MILF Release per The Cougar Club[9]
- 2009 - Best Orgy/Gang Bang Release per Big Boob Orgy[10]
- 2010 - Best Solo Release per All Alone 4 [11]
- 2011 - Best Internal Release per Unplanned Parenthood[12]
- 2012 - Best Foot/Leg Fetish Release per Nylons 8[13]